# Collegio plurinominale Lazio - 02 (2017)
Il collegio elettorale plurinominale Lazio - 02 è stato un collegio elettorale plurinominale della Repubblica Italiana per l'elezione del Senato tra il 2017 ed il 2022.

## Territorio
Come previsto dalla legge elettorale italiana del 2017, il collegio era stato definito tramite decreto legislativo all'interno della circoscrizione Lazio.
Il collegio comprendeva la zona definita dai tre collegi uninominali Lazio - 04 (Roma - Quartiere Collatino), Lazio - 05 (Viterbo) e Lazio - 06 (Guidonia Montecelio).

## Dati elettorali

### XVIII legislatura
Come previsto dalla legge elettorale, 193 senatori erano eletti in 33 collegi plurinominali con ripartizione proporzionale a livello regionale tra le coalizioni e le singole liste che avessero superato la soglia di sbarramento stabilita.
Nel collegio venivano eletti 9 senatori.
| Liste          | Liste                                       | Proporzionale | Proporzionale | Proporzionale | Maggioritario | Maggioritario | Maggioritario |  |
| Liste          | Liste                                       | Voti          | %             | Seggi         | Voti          | %             | Seggi         |  |
| -------------- | ------------------------------------------- | ------------- | ------------- | ------------- | ------------- | ------------- | ------------- |  |
|                | Lega                                        | 130 946       | 15,27         | 1             | 316 773       | 36,94         | 2             |  |
|                | Forza Italia                                | 112 336       | 13,10         | 1             | 316 773       | 36,94         | 2             |  |
|                | Fratelli d'Italia                           | 66 937        | 7,80          | 1             | 316 773       | 36,94         | 2             |  |
|                | Noi con l'Italia – UDC                      | 6 554         | 0,76          | –             | 316 773       | 36,94         | 2             |  |
|                | Movimento 5 Stelle                          | 285 616       | 33,30         | 2             | 285 616       | 33,30         | 1             |  |
|                | Partito Democratico                         | 154 556       | 18,02         | 1             | 182 863       | 21,32         | –             |  |
|                | +Europa                                     | 20 439        | 2,38          | –             | 182 863       | 21,32         | –             |  |
|                | Italia Europa Insieme                       | 4 152         | 0,48          | –             | 182 863       | 21,32         | –             |  |
|                | Civica Popolare                             | 3 716         | 0,43          | –             | 182 863       | 21,32         | –             |  |
|                | Liberi e Uguali                             | 27 327        | 3,19          | –             | 27 327        | 3,19          | –             |  |
|                | CasaPound                                   | 15 329        | 1,79          | –             | 15 329        | 1,79          | –             |  |
|                | Potere al Popolo!                           | 12 329        | 1,44          | –             | 12 329        | 1,44          | –             |  |
|                | Partito Comunista                           | 5 275         | 0,62          | –             | 5 275         | 0,62          | –             |  |
|                | Il Popolo della Famiglia                    | 4 426         | 0,52          | –             | 4 426         | 0,52          | –             |  |
|                | Italia agli Italiani (FN - MSFT)            | 3 704         | 0,43          | –             | 3 704         | 0,43          | –             |  |
|                | Democrazia Cristiana                        | 1 542         | 0,18          | –             | 1 542         | 0,18          | –             |  |
|                | Per una Sinistra Rivoluzionaria (PCL - SCR) | 1 084         | 0,13          | –             | 1 084         | 0,13          | –             |  |
|                | Lista del Popolo per la Costituzione        | 739           | 0,09          | –             | 739           | 0,09          | –             |  |
|                | Partito Repubblicano Italiano – ALA         | 630           | 0,07          | –             | 630           | 0,07          | –             |  |
| Totale         | Totale                                      | 857 637       | 100           | 6             | 857 637       | 100           | 3             |  |
|                |                                             |               |               |               |               |               |               |  |
| Schede bianche | Schede bianche                              | 12 151        | 1,37          |               |               |               |               |  |
| Schede nulle   | Schede nulle                                | 16 192        | 1,83          |               |               |               |               |  |
| Votanti        | Votanti                                     | 885 980       | 72,74         |               |               |               |               |  |
| Elettori       | Elettori                                    | 1 217 934     |               |               |               |               |               |  |

## Eletti

### Eletti maggioritario
Eletti nella coalizione di centro-destra (FI - Lega - FdI - NcI-UDC)
| Collegio uninominale   | Eletto | Eletto               | Partito |
| ---------------------- | ------ | -------------------- | ------- |
| 4. Roma-Collatino      |        | Pierpaolo Sileri     | M5S     |
| 5. Viterbo             |        | Francesco Battistoni | FI      |
| 6. Guidonia Montecelio |        | Umberto Fusco        | Lega    |

1. ↑  In data 22.06.2022 aderisce al gruppo misto, non iscritti; in data 29.06.2022 al gruppo Insieme per il futuro - Centro Democratico.

### Eletti proporzionale
| Movimento 5 Stelle                | Partito Democratico | Forza Italia      | Lega            | Fratelli d'Italia |
| --------------------------------- | ------------------- | ----------------- | --------------- | ----------------- |
|                                   |                     |                   |                 |                   |
| Elio Lannutti Alessandra Maiorino | Bruno Astorre       | Maurizio Gasparri | Gianfranco Rufa | Marco Marsilio    |

1. ↑  In data 19.02.2021 aderisce al gruppo misto, non iscritti; in data 20.07.2021 alla componente «Italia dei Valori»; in data 27.01.2022 al gruppo Uniti per la Costituzione-C.A.L. (Costituzione, Ambiente, Lavoro); in data 29.01.2022 torna nel gruppo misto, componente «Italia dei Valori»; in data 27.04.2022 aderisce al gruppo Uniti per la Costituzione-CAL.
2. ↑  Dimissionario in data 19.03.2019 (assume la carica di presidente della giunta regionale abruzzese); gli subentra Nicola Calandrini in pari data.